# Mary Sully
Pour les articles homonymes, voir Sully.
 (juin 2025).
La mise en forme du texte ne suit pas les recommandations de Wikipédia : il faut le « wikifier ».
Les points d'amélioration suivants sont les cas les plus fréquents. Le détail des points à revoir est peut-être précisé sur la page de discussion.
- Les titres sont pré-formatés par le logiciel. Ils ne sont ni en capitales, ni en gras.
- Le texte ne doit pas être écrit en capitales (les noms de famille non plus), ni en gras, ni en italique, ni en « petit »…
- Le gras n'est utilisé que pour surligner le titre de l'article dans l'introduction, une seule fois.
- L'italique est rarement utilisé : mots en langue étrangère, titres d'œuvres, noms de bateaux, etc.
- Les citations ne sont pas en italique mais en corps de texte normal. Elles sont entourées par des guillemets français : « et ».
- Les listes à puces sont à éviter, des paragraphes rédigés étant largement préférés. Les tableaux sont à réserver à la présentation de données structurées (résultats, etc.).
- Les appels de note de bas de page (petits chiffres en exposant, introduits par l'outil «  Source ») sont à placer entre la fin de phrase et le point final[comme ça].
- Les liens internes (vers d'autres articles de Wikipédia) sont à choisir avec parcimonie. Créez des liens vers des articles approfondissant le sujet. Les termes génériques sans rapport avec le sujet sont à éviter, ainsi que les répétitions de liens vers un même terme.
- Les liens externes sont à placer uniquement dans une section « Liens externes », à la fin de l'article. Ces liens sont à choisir avec parcimonie suivant les règles définies. Si un lien sert de source à l'article, son insertion dans le texte est à faire par les notes de bas de page.
- La présentation des références doit suivre les conventions bibliographiques. Il est recommandé d'utiliser les modèles {{Ouvrage}}, {{Chapitre}}, {{Article}}, {{Lien web}} et/ou {{Bibliographie}}. Le mode d'édition visuel peut mettre en forme automatiquement les références.
- Insérer une infobox (cadre d'informations à droite) n'est pas obligatoire pour parachever la mise en page.

Pour une aide détaillée, merci de consulter Aide:Wikification.
Si vous pensez que ces points ont été résolus, vous pouvez retirer ce bandeau et améliorer la mise en forme d'un autre article.
Mary Sully (1896–1963) est une artiste d'avant-garde du Dakota de Yankton,. Son œuvre est restée largement méconnue jusqu’au début du XXIe siècle.
Sully est surtout connue pour ses triptyques aux crayons de couleur et ses « estampes de personnalité », qui représentaient souvent des célébrités telles qu'Amelia Earhart, Gertrude Stein et Greta Garbo. Ses panneaux, caractérisés par des formes abstraites, des symboles, des couleurs riches et une symétrie, se présentent souvent sous forme kaléidoscopique.
Ses créations s'inspirent et intègrent des motifs amérindiens classiques, en particulier les textiles Navajo et les parflèches des plaines, des récipients en cuir brut peint, tout en s'alignant sur les mouvements Art Nouveau et Bauhaus.
Bien qu'elle ait été active au cours des premières décennies du XXe siècle, lorsque l'art amérindien et l'Art nouveau gagnaient en importance dans les expositions d'art grand public, Sully était considérée comme révolutionnaire pour sa synthèse de ces deux genres.

## Jeunesse et contexte
Mary Sully est née sous le nom de Susan Mable Deloria dans la réserve de Standing Rock dans le Dakota du Sud en 1896. Elle est la fille de Tipi Sapa (Black Lodge), ou Philip J. Deloria, et de Mary Sully. Elle est l'arrière-petite-fille du portraitiste américain du XIXe siècle Thomas Sully, connu pour avoir portraituré les personnalités des premières célébrités américaines, dont la figure d'Andrew Jackson immortalisée sur le billet de vingt dollars. Elle était également la petite-fille de l'officier militaire Alfred Sully.
Elle a accompagné sa sœur, l'anthropologue Ella Cara Deloria, dans ses voyages à travers les États-Unis, ce qui lui a permis de rencontrer de nombreuses communautés autochtones et d'observer l'expression artistique qui faisait partie intégrante de leur vie quotidienne. Sully a également passé une grande partie de sa vie à New York, dont la scène artistique florissante a enrichit son propre travail.
Son neveu, Vine Deloria Jr., est un auteur, militant des droits des Amérindiens et un universitaire. Il a été à la tête du Congrès national des Indiens d'Amérique en 1960.
Sully est élevée dans la foi épiscopale, car son père était ministre. Cette familiarité et cette expérience avec la religion se manifestent dans plusieurs de ses œuvres.
Sully est décédé le 29 août 1963 à Omaha, dans le Nebraska.

## Œuvres d'art
Sully a principalement travaillé sur des triptyques, des pièces à trois panneaux qui servaient souvent de « gravures de personnalité » de célébrités ou de personnalités publiques. Ces portraits ont capturé l’essence de leurs sujets à travers un symbolisme abstrait et une palette de couleurs cohérente qui unifiait les trois panneaux.
Kagawa est un exemple de ces portraits. Le triptyque représente Toyohiko Kagawa, un réformateur social et missionnaire chrétien japonais. Le premier panneau présente une croix violette proéminente entourée de motifs dynamiques qui suggèrent le mouvement et la profondeur. Le panneau central réinterprète le premier avec un effet kaléidoscopique, en se concentrant sur les éléments du design initial et en les disposant symétriquement en trois rangées de sept formes ovales au milieu d'angles aigus. Le troisième panneau s'inspire des motifs des deux premiers, tels que des croix et des cercles, mais intègre également des motifs traditionnels Navajo, rappelant les textiles Navajo ou le travail des perles des Plaines. Sully semble avoir intentionnellement mélangé ces motifs Navajos habituels avec des images chrétiennes.
La conservatrice Jill Ahlberg Yohe a souligné la nature subversive du symbolisme de Sully, déclarant : « Le christianisme a été imposé aux peuples Dakota et Lakota, donc beaucoup de pratiques traditionnelles ont été interdites, mais si vous pouviez les superposer au christianisme, vous pourriez subvertir ce système tout en maintenant beaucoup de pratiques traditionnelles ». Cela est également évident dans le triptyque de Sully, L'Église indienne.

## Héritage
En 2019, le petit-neveu de Sully, Philip J. Deloria, a publié Becoming Mary Sully: Toward an American Indian Abstract, un livre explorant la vie et la production artistique de Mary Sully,. Philip J. Deloria soutient que son œuvre incarne une esthétique anticoloniale distinctive, positionnant les femmes autochtones comme des figures cruciales dans la formation de l'avenir de la culture amérindienne, à la fois à l'intérieur et en dehors du modernisme américain dominant.
Malgré son approche innovante, Sully est restée en marge du monde de l'art, ce qui explique pourquoi son travail n'a été que peu exposé de son vivant.
Plusieurs œuvres de Sully sont conservées dans les collections permanentes du Metropolitan Museum of Art (Met). De plus, trois de ses œuvres ont été présentées dans l'exposition 2019 « Hearts of Our People: Native Women Artists » du Minneapolis Institute of Art.
À la suite de l'acquisition de nouvelles œuvres de Sully, le Metropolitan Museum of Art a inauguré une nouvelle exposition. Elle a intégrée  l'American Wing at 100, qui s'est tenue du 18 juillet 2024 au 12 janvier 2025, afin de célébrer le centenaire de l'aile en 2024.